# Ópera Teatro de Járkov
La Ópera Teatro de Járkov (en ucraniano: Харківський національний академічний театр опери та балету імені Миколи Лисенка, ХАТОБ), nombrada en honor a Mikola Lisenko, un teatro y sala de conciertos ubicado en el centro de Járkiv, Ucrania.  

## Historia
Los inicios de la ópera y el ballet en Járkov se remontan al siglo XVIII, tiempos en los que había varios teatros y óperas en la ciudad. La ópera principal, en la que tenía su sede la compañía de ópera y teatro de Járkov, se llamó inicialmente Ópera Capital. Se inauguró en 1925 con la representación de la ópera La feria de Soróchinets de Modest Músorgski. Alexéi Beketov lideró el proyecto de una nueva Ópera de Járkov con capacidad de 2200 personas, pero no se pudo realizar por la Primera Guerra Mundial y la guerra civil rusa.
En 1934 recibió el estatus de teatro académico y desde 1944 lleva el nombre de Mikola Lisenko. A finales de la década de 1960, el edificio de la ópera fue declarado inseguro.
El edificio del teatro posmoderno fue construido en 1991 y presenta azulejos de toba.Un estudio dirigido por estudiantes de la Escuela de Arquitectura de Járkov constató que el teatro se considera un "centro comunitario" y que el exterior es popular entre los patinadores.El 23 de diciembre de 2020, la ópera fue el lugar del funeral del alcalde de Járkiv, Hennadi Kernes.
Según los informes, el teatro sufrió graves daños y posiblemente fue destruido en marzo de 2022 durante la batalla de Járkov en la invasión rusa de Ucrania cuando las fuerzas rusas atacaron la Plaza de la Libertad de Járkov. Según fuentes ucranianas, el edificio no sufrió daños importantes, sólo algunas puertas y ventanas de cristal sufrieron daños. Gran parte del elenco principal huyó a Eslovaquia en abril de 2022, donde encontró alojamiento en el centro para desplazados de Gabčíkovo, ciudad cuyo teatro dispone de salas de ensayo. Desde allí han organizado tours que incluyen ciudades como Múnich y Berlín.

## Espectáculos
El repertorio del teatro consta de unas 60 representaciones de ópera y ballet. El teatro también presenta programas separados de conciertos de compañías de ópera y ballet, así como actuaciones para niños. Las actuaciones notables en el lugar incluyen una producción de 2019 del ballet El lago de los cisnes, coreografiado por Johan Nus, que utilizó 42 toneladas de agua.

## Estructura
El edificio de 1991 fue construido por un grupo de arquitectos liderados por Sergi Mirgorodski y por su forma alargada y sobria y su estructura inusual, el edificio a veces recibe el nombre popular de “portaaviones”. Hay dos auditorios en el teatro, uno grande para 1500 y otro pequeño para 400 visitantes. 

## Galería

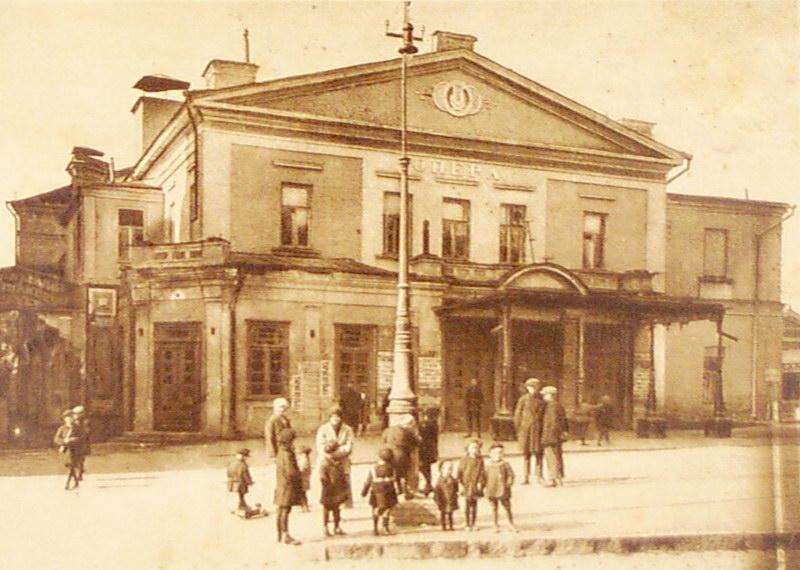
Antiguo edificio de la ópera de Járkov
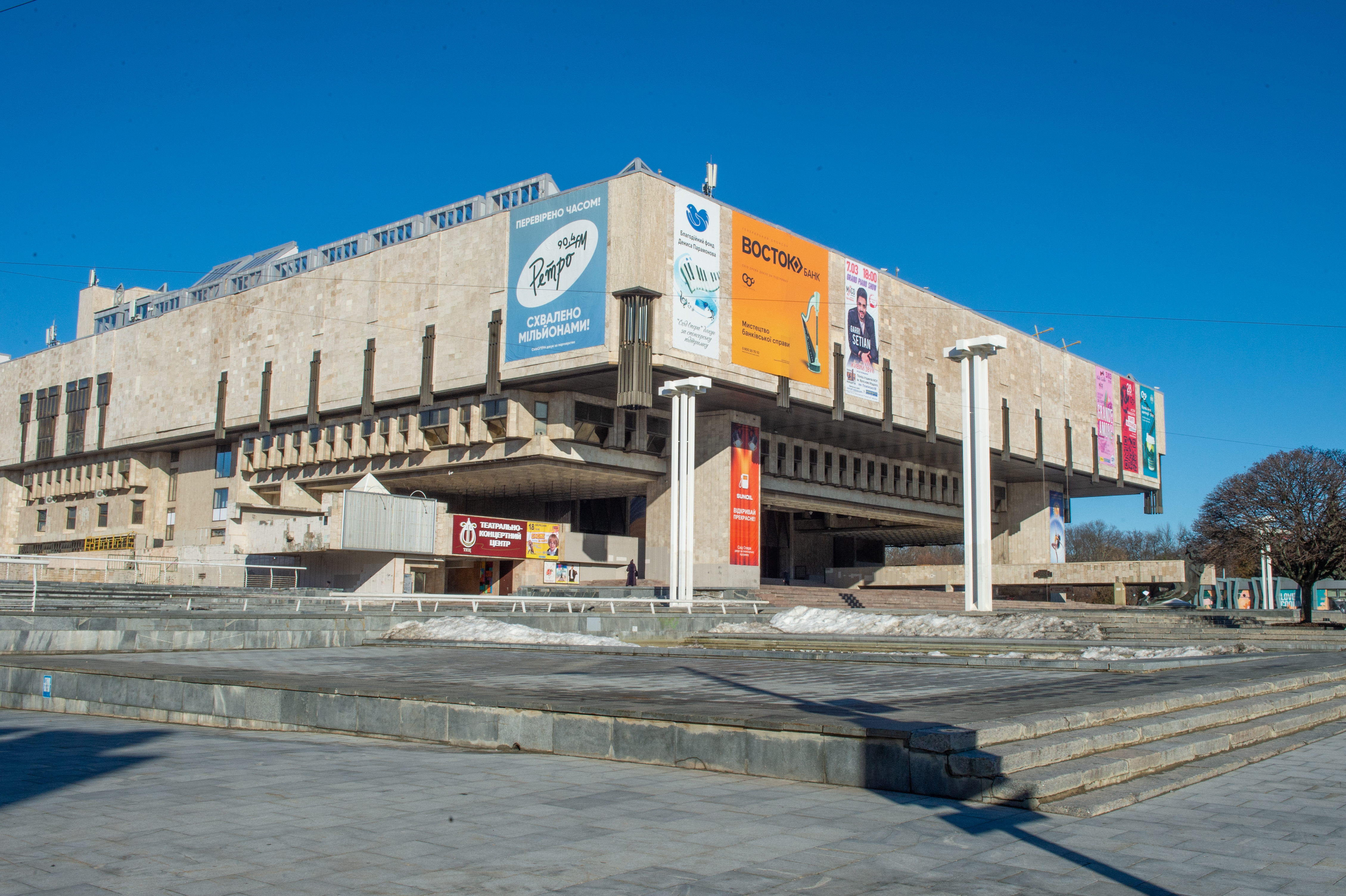
Exterior del teatro
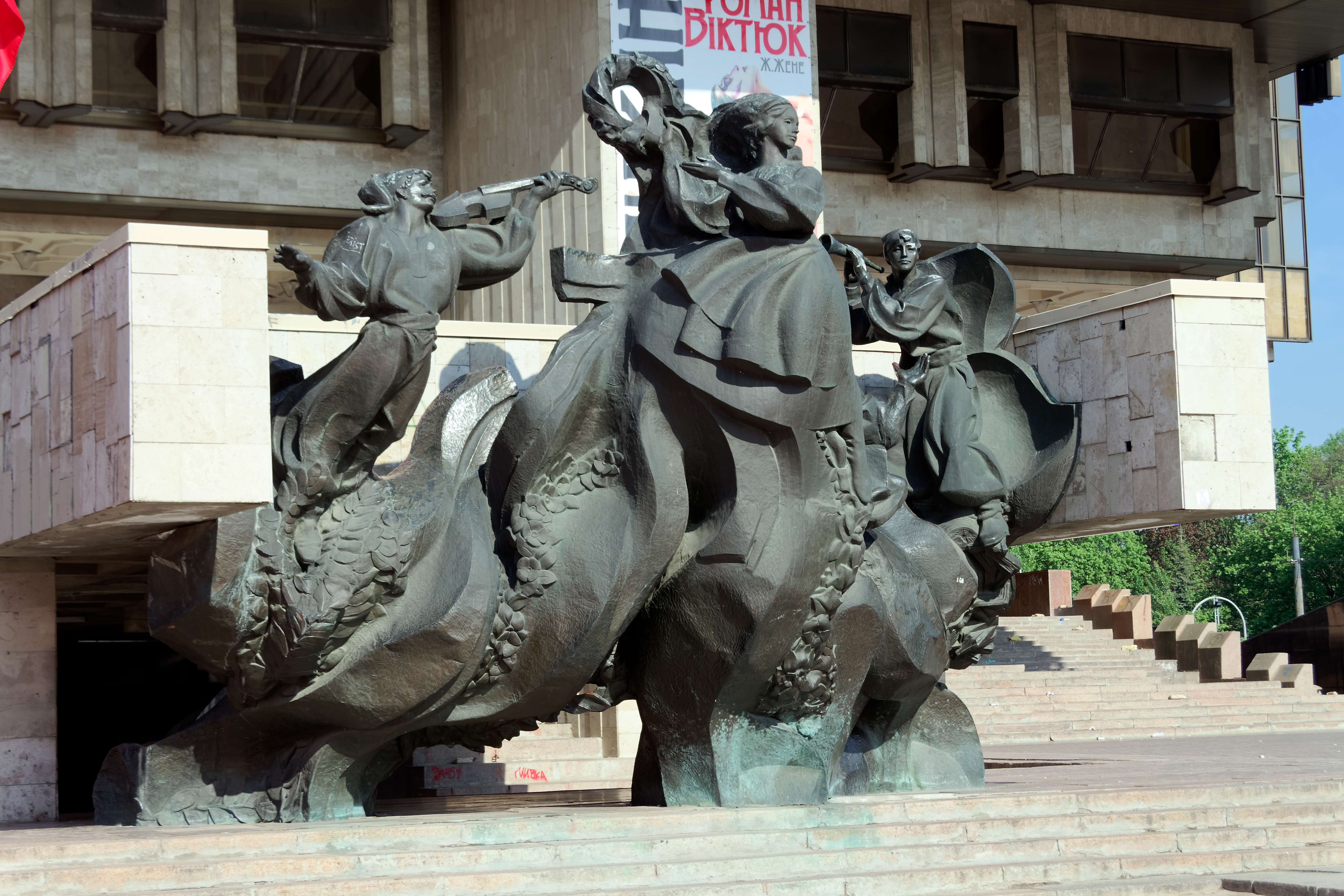
Escultura en la entrada de la ópera
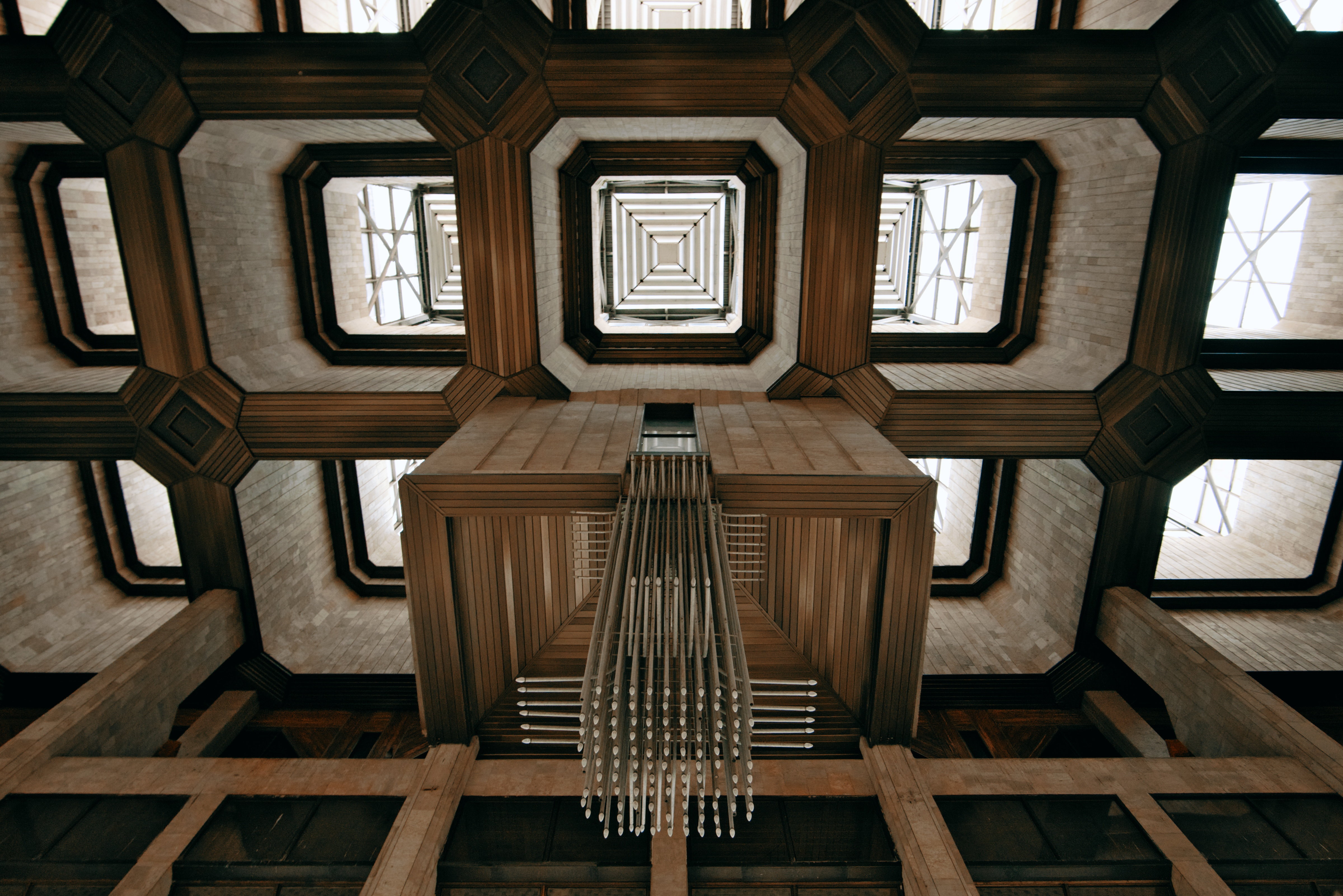
Decoración interior de la ópera